# فلسفه طبیعی

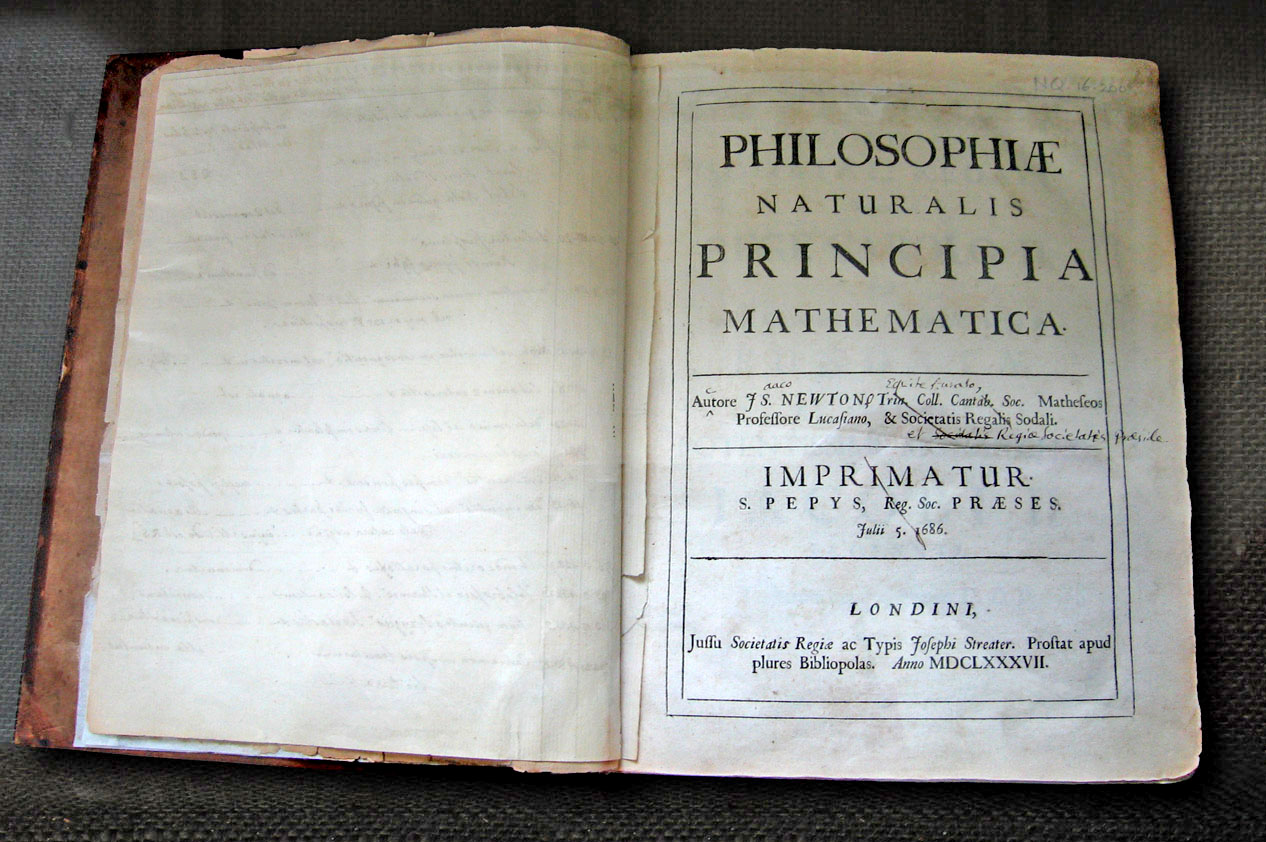
اصول ریاضی فلسفه طبیعی نوشته آیزاک نیوتون

فلسفه طبیعی یا فلسفه طبیعت (به لاتین: philosophia naturalis) عبارت بود از مطالعه فلسفی طبیعت و جهان فیزیکی که تا پیش از گسترش دانش نوین، دانشی فراگیر بود. این دانش به عنوان مادر علوم طبیعی مانند فیزیک محسوب می‌گردد.
علوم طبیعی از نظر تاریخی از فلسفه و به‌طور خاص از فلسفه طبیعی سرچشمه‌گرفتند. در دانشگاه‌های قدیمی‌تر کرسی‌های دیرینه علوم طبیعی، امروزه بیشتر در اختیاراستادان فیزیک هستند. قدمت معانی جدید واژه‌های دانش و دانشمند تنها به قرن نوزدهم می‌رسد. ویلیام هیول، خداشناس طبیعی‌گرا فردی بود که واژه دانشمند را ابداع نمود. فرهنگ واژگان آکسفورد تاریخ ابداع واژه انگلیسی scientist (دانشمند) را سال ۱۸۳۴ میلادی می‌داند. پیش از آن به هر مجموعه‌ای از دانسته‌های تثبیت شده، دانش گفته می‌شد و واژه دانشمند نیز وجود نداشت. نمونه‌هایی از استفاده از واژه فلسفه طبیعی برای اشاره به آنچه امروزه به نام دانش طبیعی می‌شناسیم را می‌توان در دانش‌نوشته‌های (رساله‌های علمی) سال ۱۶۸۷ اسحاق نیوتن به نام «اصول ریاضی فلسفه طبیعی» یا «رساله‌ای در فلسفه طبیعی» لرد کلوین و پیتر گاتری در سال ۱۸۶۷ یافت.